# Something in the Water
«Something in the Water» —en español: «Algo en el agua»— es una canción de la cantante de música country estadounidense Carrie Underwood, de su primer álbum de grandes éxitos, Greatest Hits: Decade #1. La canción fue lanzada el 29 de septiembre de 2014, como primer sencillo del álbum a través de Sony Music Nashville. Fue escrita por Underwood, Chris DeStefano, Brett James y producido por Mark Bright.

## Antecedentes
| ««Something in the Water» es tan inspirador. Es tan alegre! No puedo evitar sonreír cuando lo oigo. Espero que tenga el mismo efecto en todas las personas que lo escucha».——Underwood en la canción |

La canción fue escrita por Underwood junto con Chris DeStefano y Brett James y producido por el productor de toda la vida de Underwood Marcos brillante. También cuenta con un sample de Amazing Grace en la clausura de la canción, cantada por Underwood.

## Video musical
El video musical fue dirigido por Raj Kapoor y estrenado el 4 de noviembre de 2014, en Twitter durante CMA Awards de 2014. Nominada al Emmy coreógrafo Travis Wall coreografió el video.
En el video se muestra Carrie Underwood realizar con los bailarines de la academia de baile, el baile moldear el sonido en el fondo. El vídeo «requiere 16 miembros del coro, 12 bailarines, tres cambios de vestuario y un tanque hecho a la medida de agua reciclando para crear su espectáculo de baile».
| ««Nos lo tomamos en el sentido de que era probable que no lo que mucha gente podría pensar». «Lo hicimos alegre y feliz y edificante».——Underwood que describe el vídeo a Entertainment Tonight |

## Posicionamiento en listas
| Listas (2014)                                  | Mejor posición |
| ---------------------------------------------- | -------------- |
| Canadá (Canadian Hot 100)                      | 29             |
| Canada Country (Billboard)                     | 9              |
| Estados Unidos (Billboard Hot 100)             | 24             |
| Estados Unidos Country Airplay (Billboard)     | 12             |
| Estados Unidos Hot Christian Songs (Billboard) | 1              |
| Estados Unidos (Hot Country Songs)             | 1              |

## Historial de lanzamientos
| País           | Fecha                    | Formato(s)       | Discográfica        | Ref    |
| -------------- | ------------------------ | ---------------- | ------------------- | ------ |
| Canadá         | 29 de septiembre de 2014 | Descarga digital | Arista Nashville 19 | [ 11 ] |
| Reino Unido    | 29 de septiembre de 2014 | Descarga digital | Arista Nashville 19 | [ 12 ] |
| Estados Unidos | 29 de septiembre de 2014 | Descarga digital | Arista Nashville 19 | [ 13 ] |
| Estados Unidos | 6 de octubre de 2014     | Country radio    | Arista Nashville 19 | [ 14 ] |